# Göbel, Susurluk
Göbel là một thị trấn thuộc huyện Susurluk, tỉnh Balıkesir, Thổ Nhĩ Kỳ. Dân số thời điểm năm 2010 là 2.169 người.